# 和若望
和若望（英語：John A. O' Shea；1887年4月9日—1969年10月10日；聖名：若望）是天主教美國籍主教及遣使會會士。曾任江西赣州宗座代牧區宗座代牧（1931年-1946年）、贛州教區主教（1946年-1969年）。

## 生平
和若望出生於1887年10月7日，在美国康涅狄格州米德爾塞克斯縣的城鎮深河 。1908年，他20岁時加入遣使会。1914年5月30日，和若望於26岁時在費城總教區聖伯多祿聖保祿聖殿主教座堂由費城總主教埃德蒙·弗朗西斯·普倫德加斯特晉鐸成為神父，且被派遣赴中國传教。
1927年12月15日，和若望40歲時獲時任教宗庇護十一世任命為江西赣州宗座代牧區助理宗座代牧，領銜阿爾及利亞米迪拉教區主教。1928年5月1日，在贛州由赣州宗座代牧杜保祿主教主禮、南昌宗座代牧樊体爱主教、餘江宗座代牧田烈諾主教襄禮晉牧。
1931年7月3日，杜保禄调任南昌宗座代牧區宗座代牧，和若望升任為赣州宗座代牧。1946年4月11日，聖座在中國設立聖統制，赣州宗座代牧區升格為赣州教區，屬於江西教省，和若望留任成為首任正權主教。
1949年10月1日中國共產黨在中國大陸地區建立中華人民共和國，針對天主教進行宗教迫害及打壓，教會已經無法正常運作。1951年5月，和若望主教被捕及驅逐出境，回到美國。
1969年10月10日，和若望主教在美國康涅狄格州費爾菲爾德縣的城鎮里奇菲爾德去世，年82岁。